# Рудолф Бауер
Рудолф Бауер (мађ. Rezső (Rudolf) Bauer; Будимпешта, 2. јануар 1879 — Дунатететлен, 9. новембар 1932) бивши је мађарски бацач диска и олимпијски победник на Летњим олимпијским играма 1900. у Паризу. Победио је резултатом 36,04 м, за 1 метар више од другопласираног Франтишека Јанда-Сука који се такмичио за Бохемију. Бауеров резултат био је нови олимпијски рекорд и прва златна медаља у атлетици за Мађарску.

## Галерија
- Рудолф Бауер на ЛОИ 1900.
- Рудолф Бауер са мађарским спортистима на Летњим олимпијским играма у Паризу 1900.
- Спомен плоча у част Рудолфа Беуера у Будимпешти.